# Richard Baldwin
Richard Baldwin (décédé en 1698) est un éditeur anglais de la fin du XVIIe siècle. 

## Biographie
Éditeur à Londres, proche du parti whig, Richard Baldwin a tenté de fonder un quotidien et pour cela négocié avec Abel Roper, l'éditeur du Post Boy. Les discussions échouent en raison de l'ampleur des divergences d'opinions politiques entre les deux hommes.
Richard Baldwin se tourne vers le journaliste huguenot Jean de Fonvive pour lancer le 24 octobre 1695 le Post Man, un trihebdomadaire, format adapté au système des postes anglais. Sa veuve Anne Baldwin poursuit la coopération après la mort de l'éditeur en mars 1698. Le journal, de loin le plus tourné vers l'international, publie des articles sur les livres édités par la famille Baldwin, qui lui laisse cependant une grande liberté. En 1699, l'impression du titre est sous-traitée à une maison d'édition concurrente, For the author, de F. Leach.